# ヒマワリ
ヒマワリ（向日葵、学名: Helianthus annuus）は、キク科の一年草の植物である。花は黄色で、種は食用となる。日廻りや日回りと表記されることもあり、また、コウジツキ・ヒュウガアオイ（向日葵）、ヒグルマ（日車）、ヒグルマソウ（日車草）、ヒマワリソウ（日回り草）、サンフラワー（英: Sunflower）、ソレイユ（仏: Soleil：太陽花）、ニチリンソウ（日輪草）とも呼ばれる。
種実を食用や油糧とするため、あるいは花を花卉（）として観賞するために広く栽培される。また、ヒマワリは夏の季語でもある。ロシアとウクライナ、ペルーの国花になっている。
リンネの『植物の種』(1753年) で記載された植物種の一つである。

## 特徴
原産地は、北アメリカ。高さ3mくらいまで成長し、夏から秋にかなり大きな黄色の花を咲かせる。また、ヒマワリの花の色の濃い部分はやや赤みがかった黄色(黄金っぽい黄色)をしている。
花弁は大きな1つの花のように見えるが、実際は頭状花序と呼ばれ、多数の花が集まって1つの花の形を形成している。これは、キク科の植物に見られる特徴である。外輪に黄色い花びらをつけた花を「舌状花」、内側の花びらがない花を「筒状花」と区別して呼ぶ場合がある。
和名「向日葵」の由来は、太陽の動きにつれてその方向を追うように花が回るといわれたことから。ただしこの動きは生長に伴うものであるため、実際に太陽を追って動くのは生長が盛んな若い時期だけである。若いヒマワリの茎の上部の葉は太陽に正対になるように動き、朝には東を向いていたのが夕方には西を向く。日没後はまもなく起きあがり、夜明け前にはふたたび東に向く。この運動はつぼみを付ける頃まで続くが、つぼみが大きくなり花が開く頃には生長が止まるため動かなくなる。その過程で日中の西への動きがだんだん小さくなるにもかかわらず夜間に東へ戻る動きは変わらないため、完全に開いた花は基本的に東を向いたままほとんど動かない。なお、これは茎頂に一つだけ花をつける品種が遮るもののない日光を受けた場合のことであり、多数の花をつけるものや日光を遮るものがある場所では必ずしもこうはならない。
ヒマワリの種は螺旋状に並んでおり、螺旋の数を数えていくとフィボナッチ数が現れる。
種は長卵形でやや平たい。種皮色は油料用品種が黒色であり、食用や観賞用品種には長軸方向に黒と白の縞模様がある。

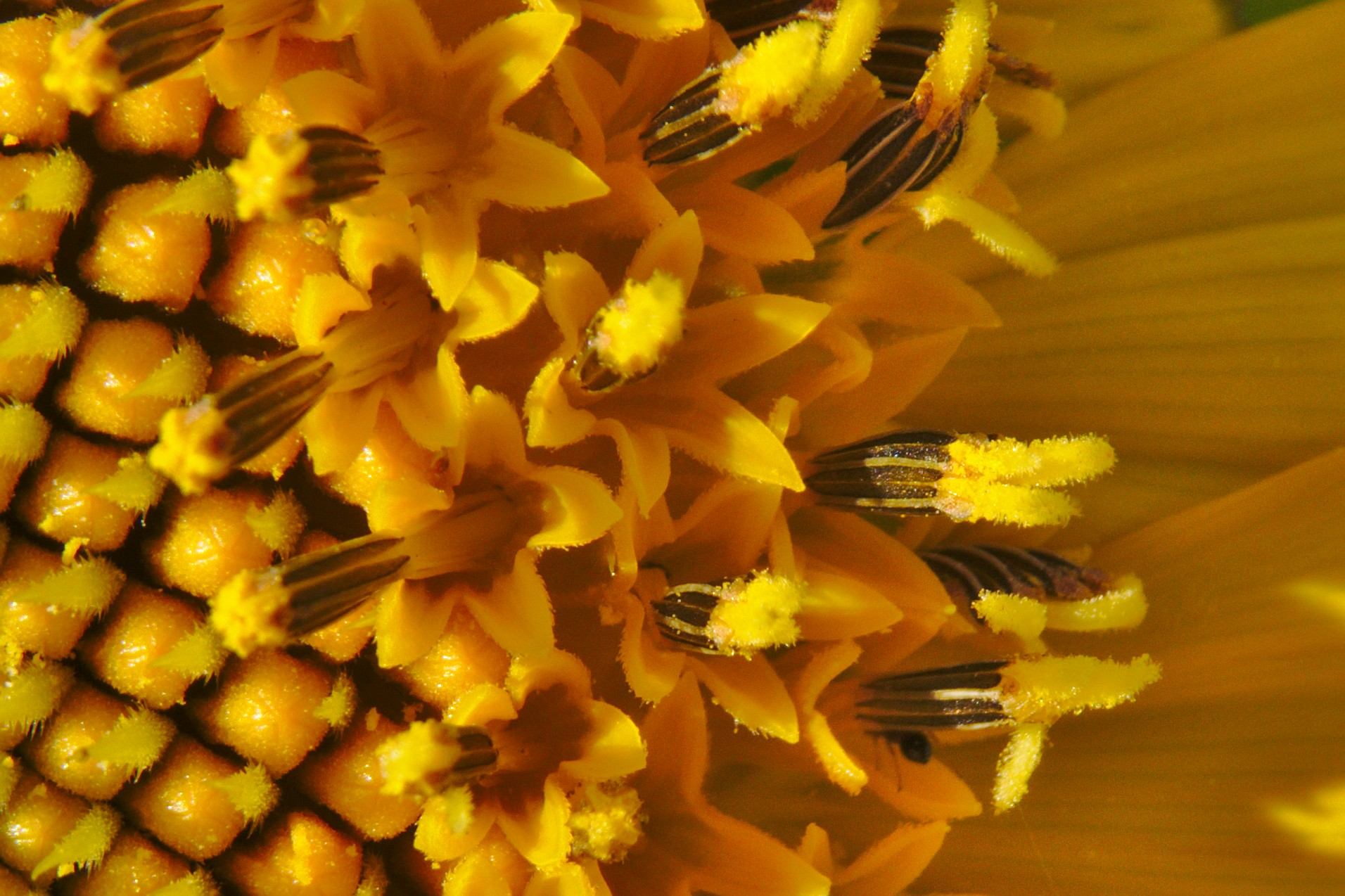
頭状花序。左から筒状花のつぼみ、筒状花、舌状花
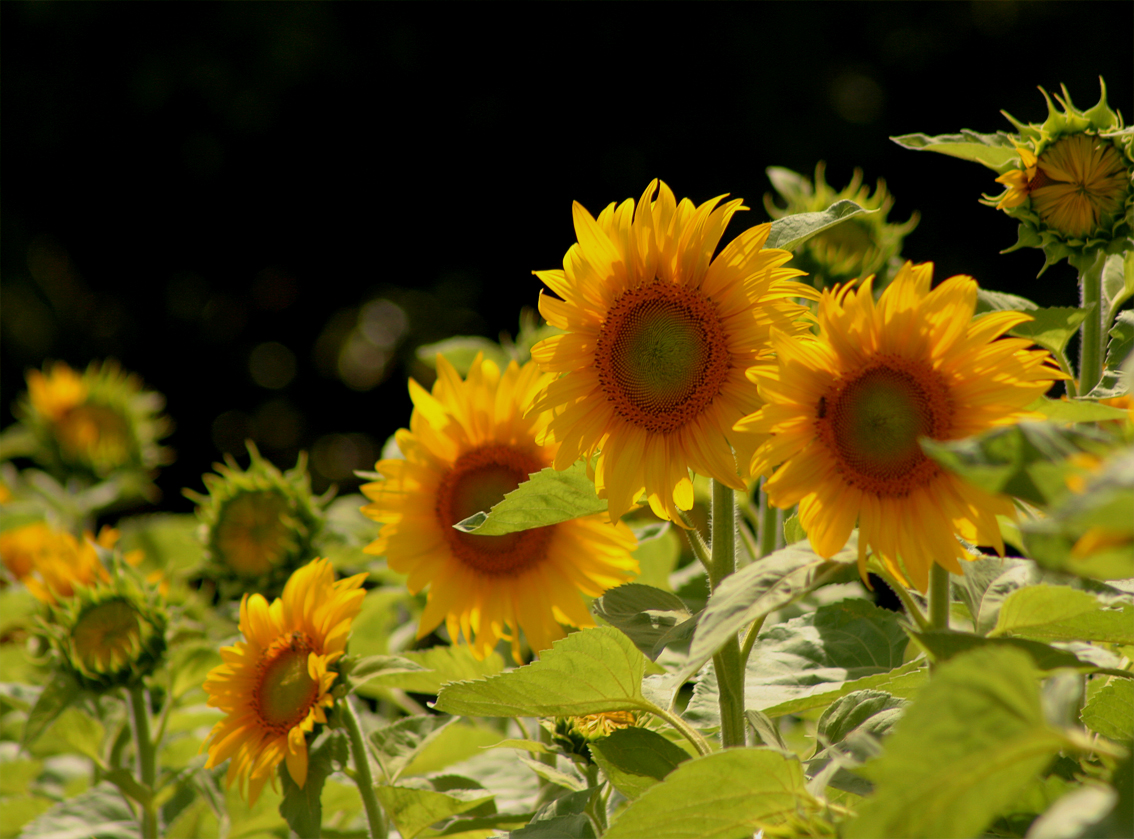
太陽の動きを追うといわれるが、追うのは生長が盛んな若い時期だけ
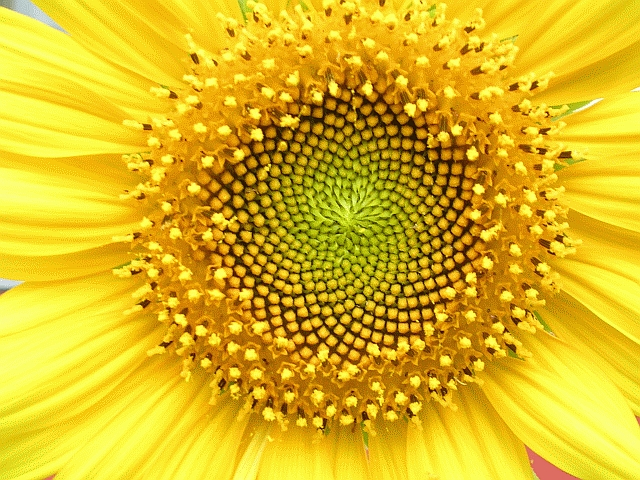
ヒマワリの種は螺旋状に並んでおり、螺旋の数を数えていくとフィボナッチ数が現れる

## 歴史

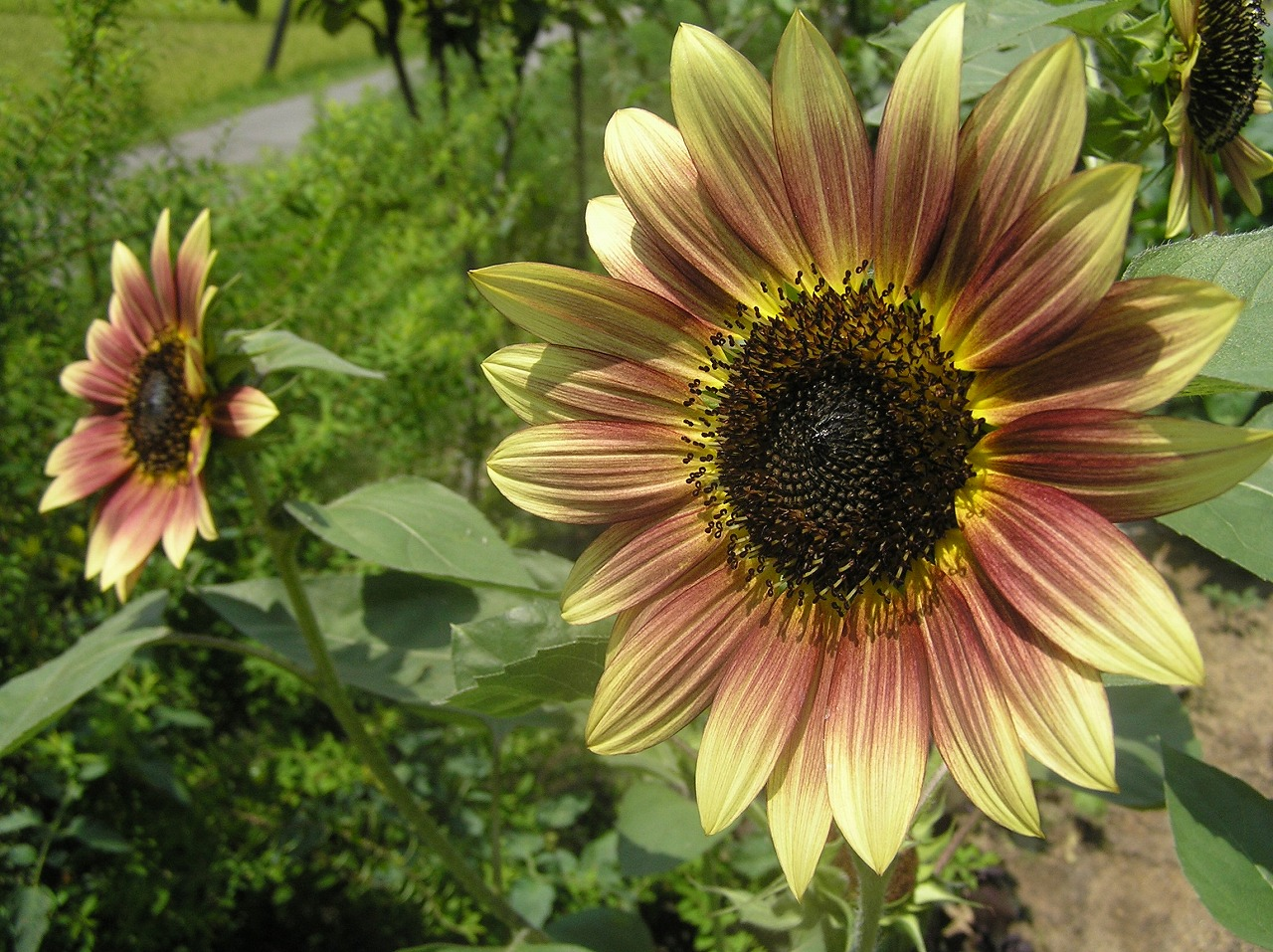
小輪ヒマワリ

ヒマワリの原産地は北アメリカ大陸西部であると考えられている。既に紀元前からアメリカ先住民の食用作物として重要な位置を占めていた。インディアンは花びらから染料をとった。葉はガチョウの餌になり、油脂はマーガリン、また絵具の材料としても使われている。1510年、スペイン人がヒマワリの種を持ち帰り、マドリード植物園で栽培を開始した。マドリード植物園はダリアやコスモスが最初に栽培されたことでも有名である。
ヒマワリがスペイン国外に持ち出されるまで100年近くを要し、ようやく17世紀に至りフランス、次にロシアに伝わった。ロシアに到達してはじめて、その種子に大きな価値が認められた。
正教会は聖枝祭前の6週間を大斎とし、食物品目の制限による斎（ものいみ）を行う。19世紀の初期にはほとんど全ての油脂食品が禁止食品のリストに載っていた。しかしヒマワリは教会の法学者に知られていなかったのか、そのリストにはなかったのである。こうした事情から、正教徒の多いロシア人たちは教会法と矛盾なく食用可能なヒマワリ種子を煎って常食としたのであった 。その後、19世紀半ばには民衆に普及し、ロシアが食用ヒマワリ生産の世界の先進国となったのであった。
日本には、ヨーロッパから中国へ伝わった後、1660年代後半に伝来した。『訓蒙図彙』には「丈菊、俗に言ふてんがいくわ（天蓋花）、一名迎陽花（げいようくわ）」として載っていて、その後「日廻り（ひまわり）」から「向日葵（ひまわり）」（現代中国語名：向日葵）と呼ばれるようになり、1700年ごろには「ひまわり」が定着した。

## 生産

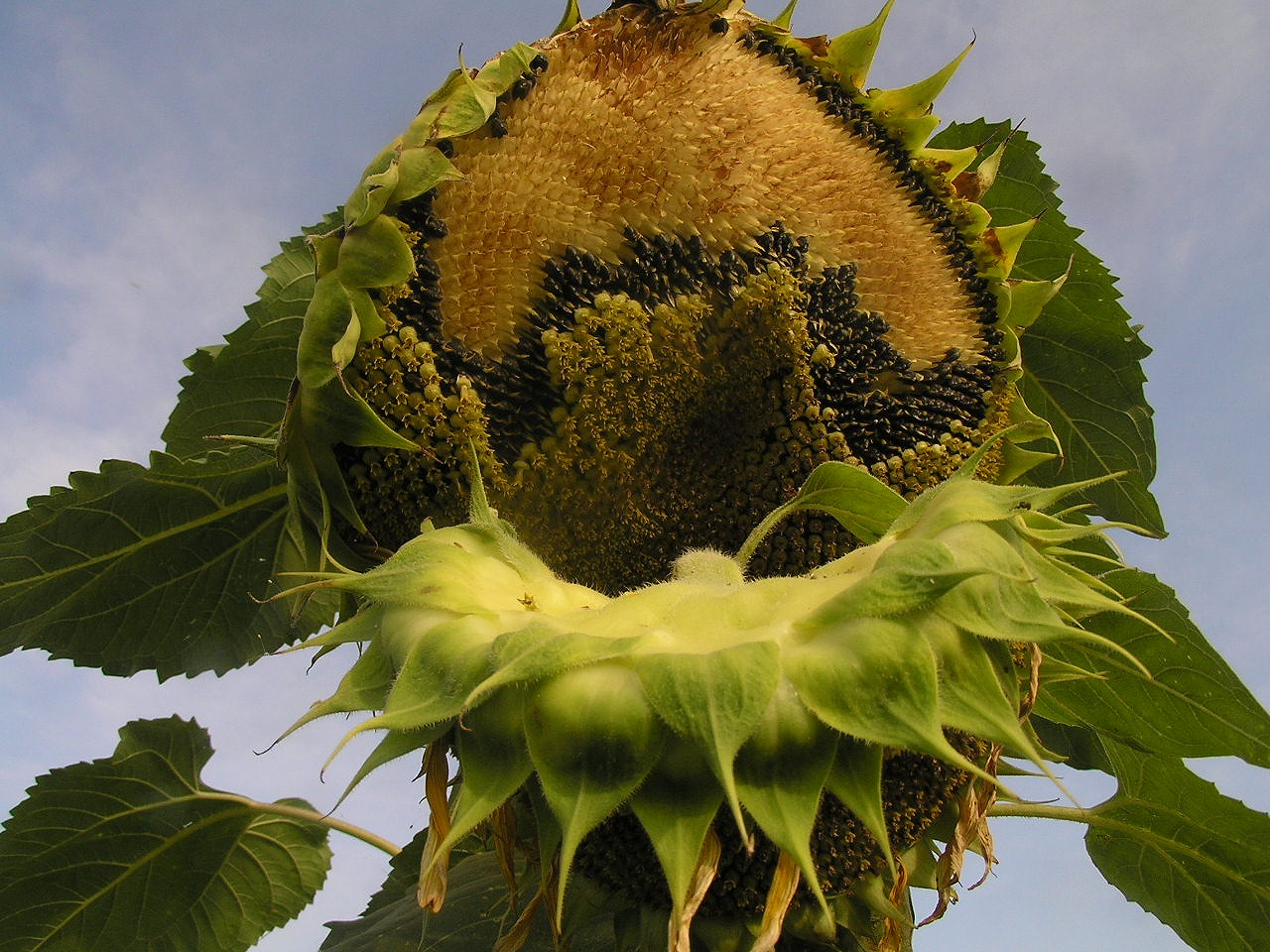
種ができる頃のヒマワリ

OIL WORLD誌の統計によるとヒマワリの種子生産量は2006/07年産、油料用植物として大豆（234.98百万トン）、ナタネ（47.26百万トン）、綿実（44.15百万トン）に次ぐ、生産量（29.84百万トン）を誇る。
また、2006年 - 2007年の植物油生産量はパーム油（37,985千トン）、大豆油（36,716千トン）、ナタネ油（18,425千トン）、ヒマワリ油（11,171千トン）である。ヒマワリの生産地域はロシア周辺のヨーロッパに偏っている。5割強がヨーロッパ州に集中しており、アジア州と南アメリカ州がそれぞれ2割弱を生産している。
1. ウクライナ（セイヨウカンボクやスミミザクラとともに国花とする） - 13630千トン
2. ロシア (カミツレとともに国花とする)- 11010千トン
3. アルゼンチン - 3000千トン
4. 中国 - 2590千トン
5. ルーマニア - 2030千トン

## 利用

### 食用
被子植物では果実の中に種子があり、日常語では果実のことを「実」、種子のことを「種」と呼ぶものが多いが、ヒマワリの場合は慣用的に果実全体を「種」と呼んでいる。ヒマワリの種は痩果で、種の殻と呼ばれている部分は果皮であるが、本項では便宜上「種」「殻」と記述する。
種は絞って搾油されヒマワリ油として利用される。ヒマワリ油には不飽和脂肪酸が多く含まれる。1990年代までリノール酸が70 - 80%、オレイン酸が10 - 20%のハイリノールタイプが主流であった。ω-6系列の脂肪酸であるリノール酸の発ガンや高脂血症、アレルギー等との因果関係が報告されるにいたり、リノール酸が15 - 20%、オレイン酸が40 - 60%の中オレインタイプのNuSun品種が伝統的な交配育種法により育成され、2000年以降は主流となっている。
煎って食用とすることができる。種子はカルシウムを多く含み、噛むと歯が悪くならないという。特に中国や米国ではおやつとして好まれる。噛みタバコやガムと同様にアメリカの大リーガーが試合中に食す嗜好品としても普及している。
乾燥した種子を用いる生薬名は「向日葵子」（こうじつきし、ひゅうがあおいし）で、出血性下痢に用いられる。
ペット（ハムスター、小鳥など）の餌に利用される。
ディーゼルエンジン用燃料（バイオディーゼル）として利用する研究も進められている。

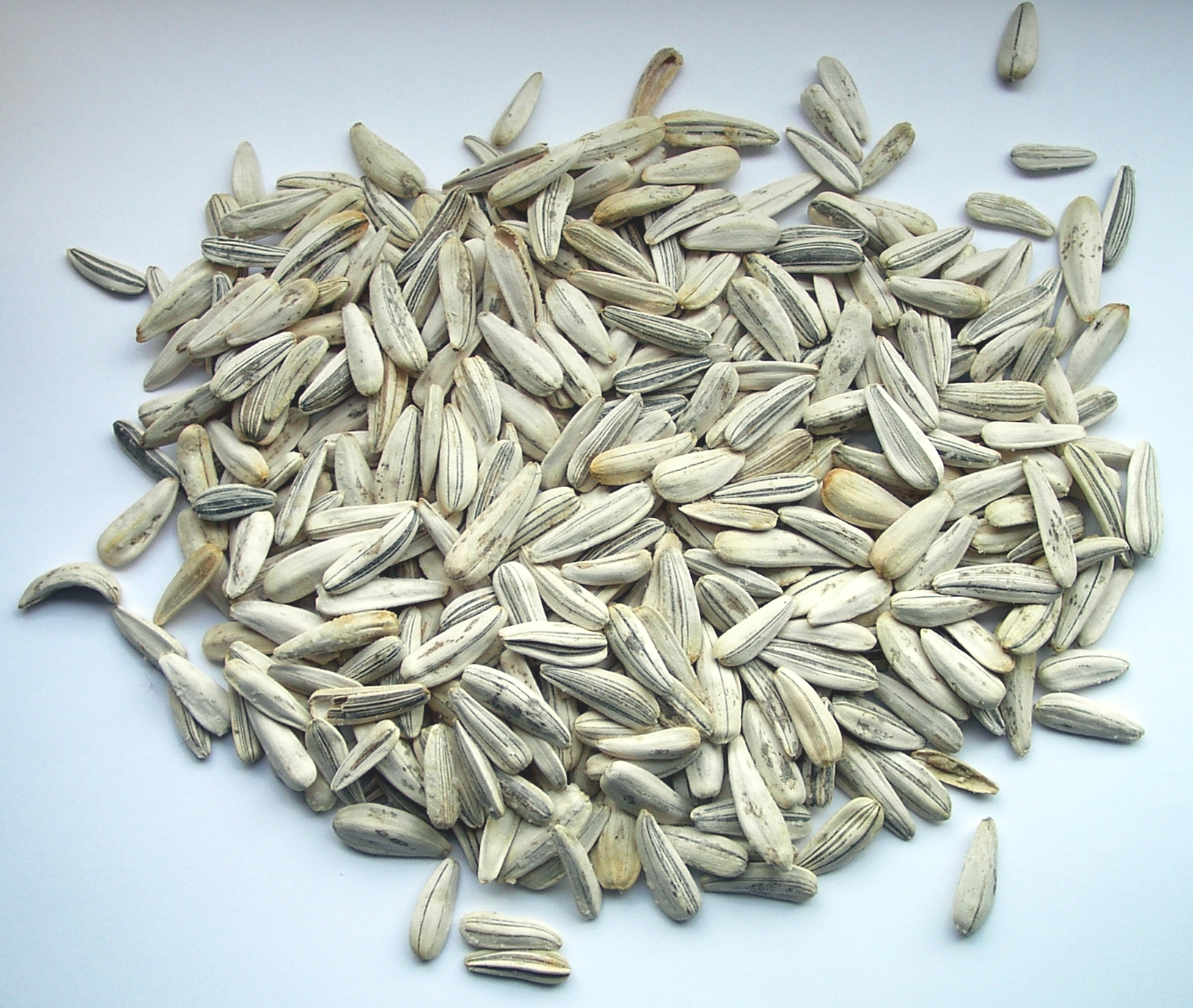
ヒマワリの種
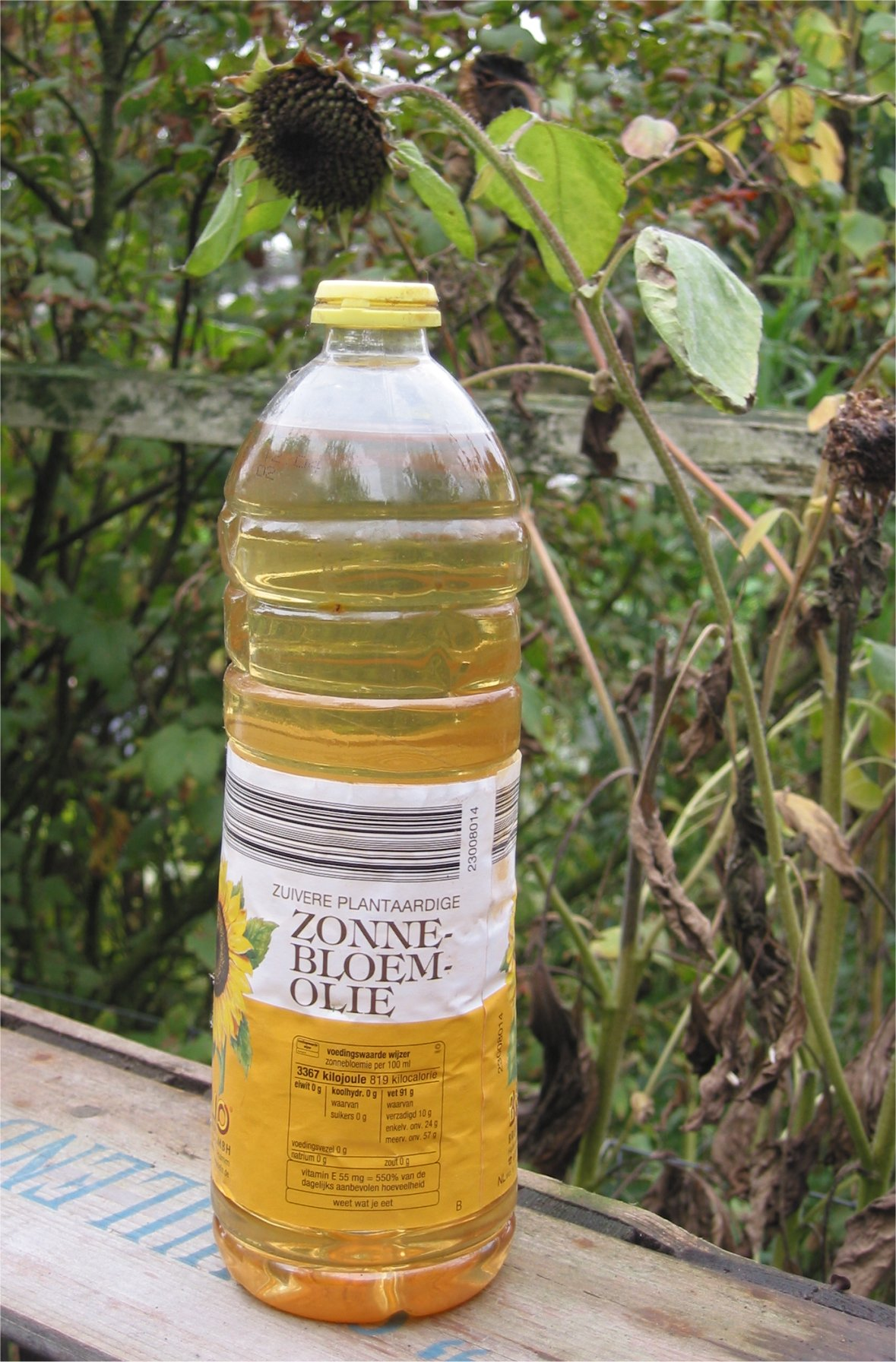
ヒマワリ油

### 観光地
村おこし・町おこしや、災害からの復興活動として、全国にヒマワリ畑があり、イベントも開催されている。
- 北海道 - 北竜町 ひまわりの里、網走市 大曲湖畔園地ひまわり畑
- 福島県 - 喜多方市 三ノ倉高原ひまわり畑
- 茨城県 - 筑西市 あけのひまわりフェスティバル
- 栃木県 - 野木町 ひまわりフェスティバル
- 東京都 - 立川市・昭島市 国営昭和記念公園
- 神奈川県 - 座間市ひまわりまつり
- 山梨県 - 北杜市明野サンフラワーフェス

他、多数

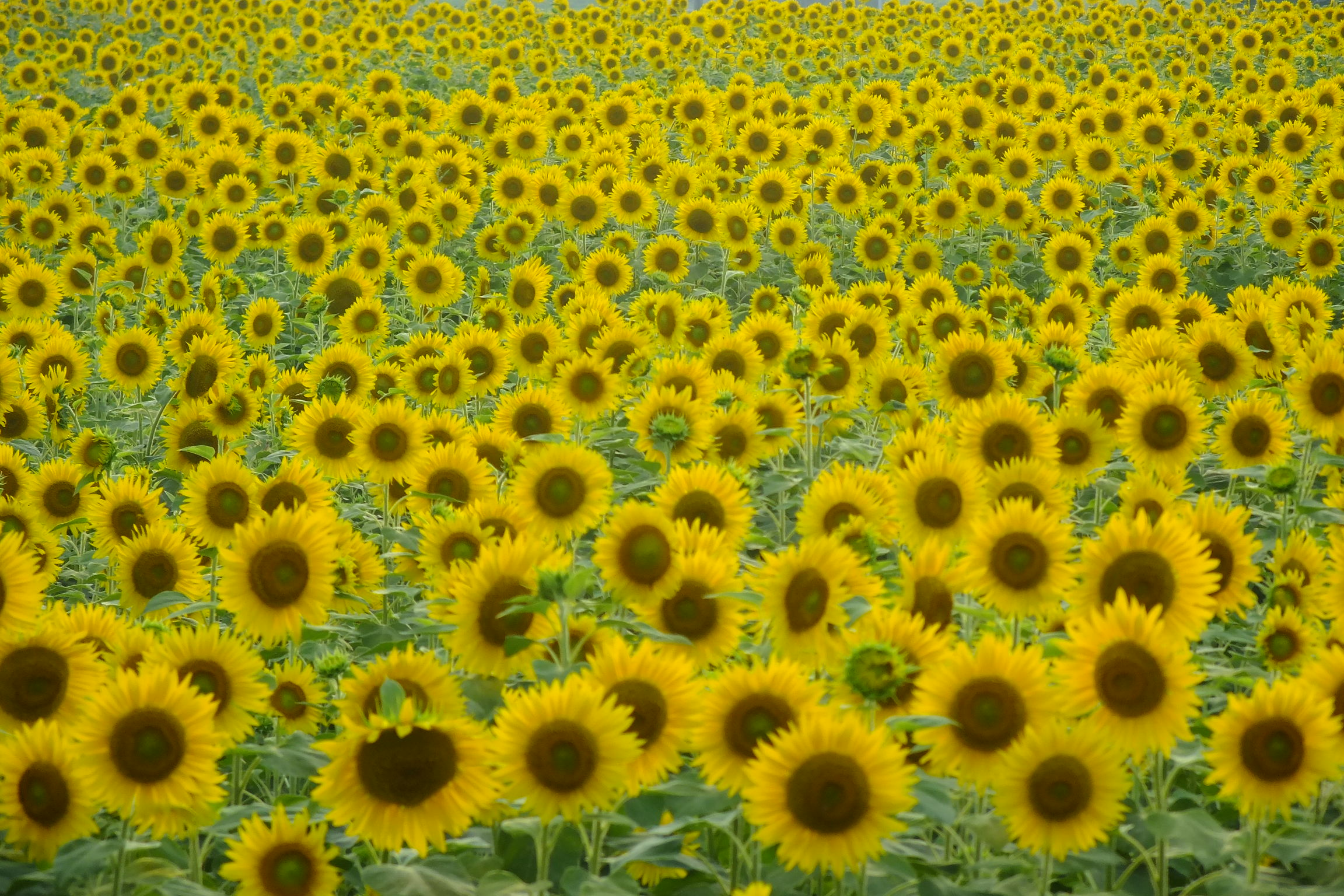
小野市立ひまわりの丘公園（兵庫県小野市）
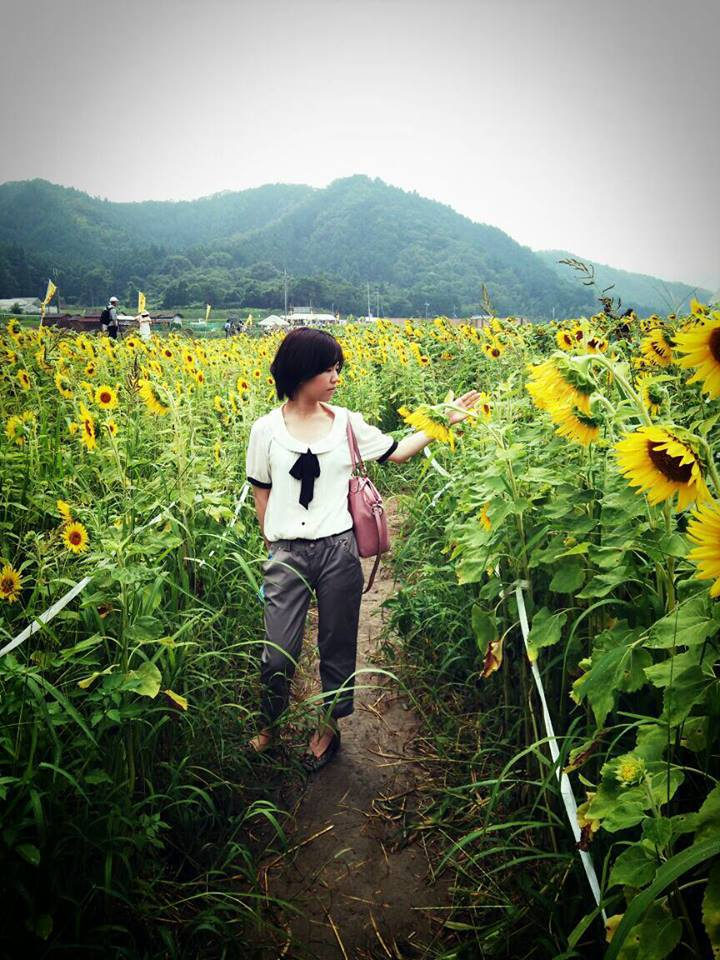
ヒマワリ畑
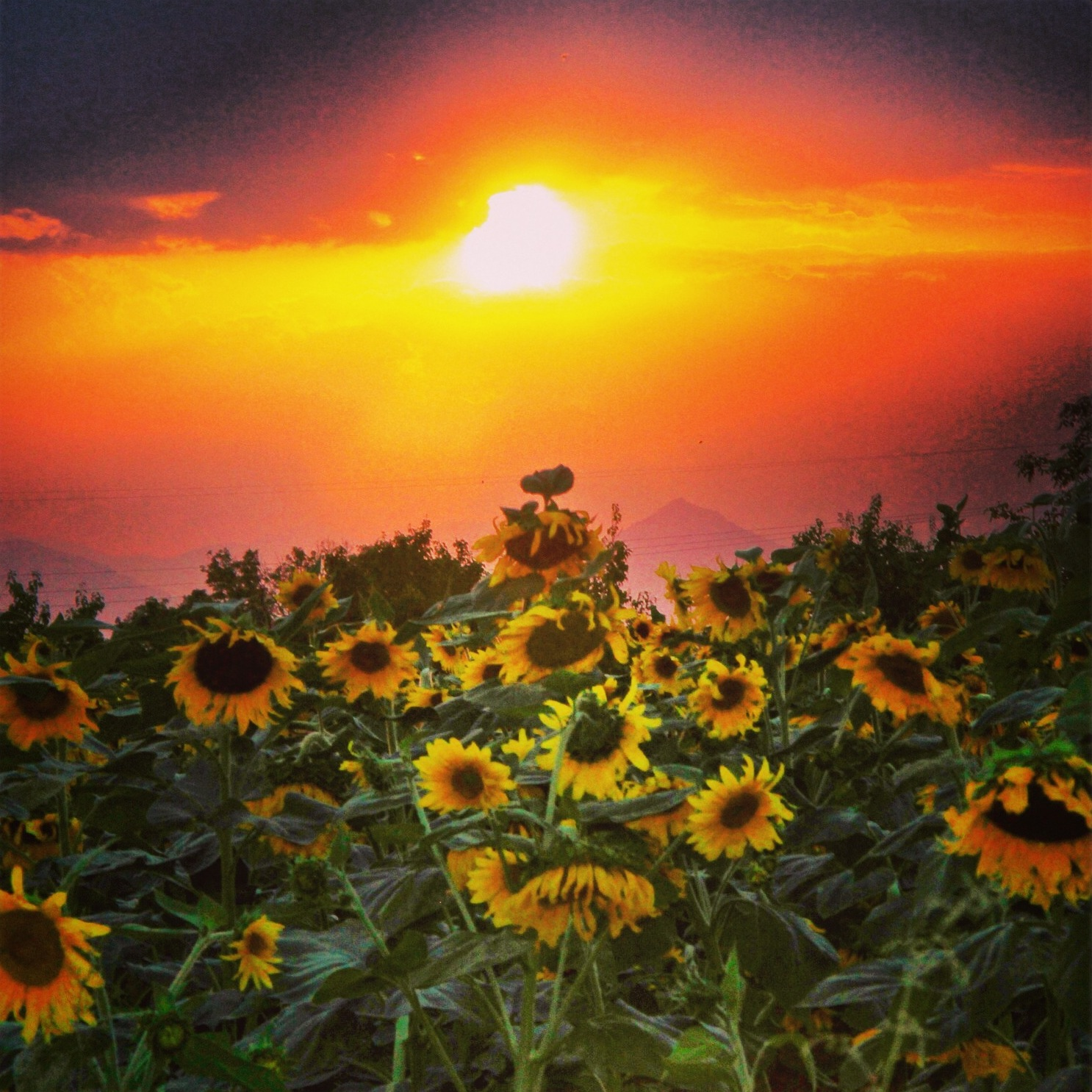
夕日とひまわり畑
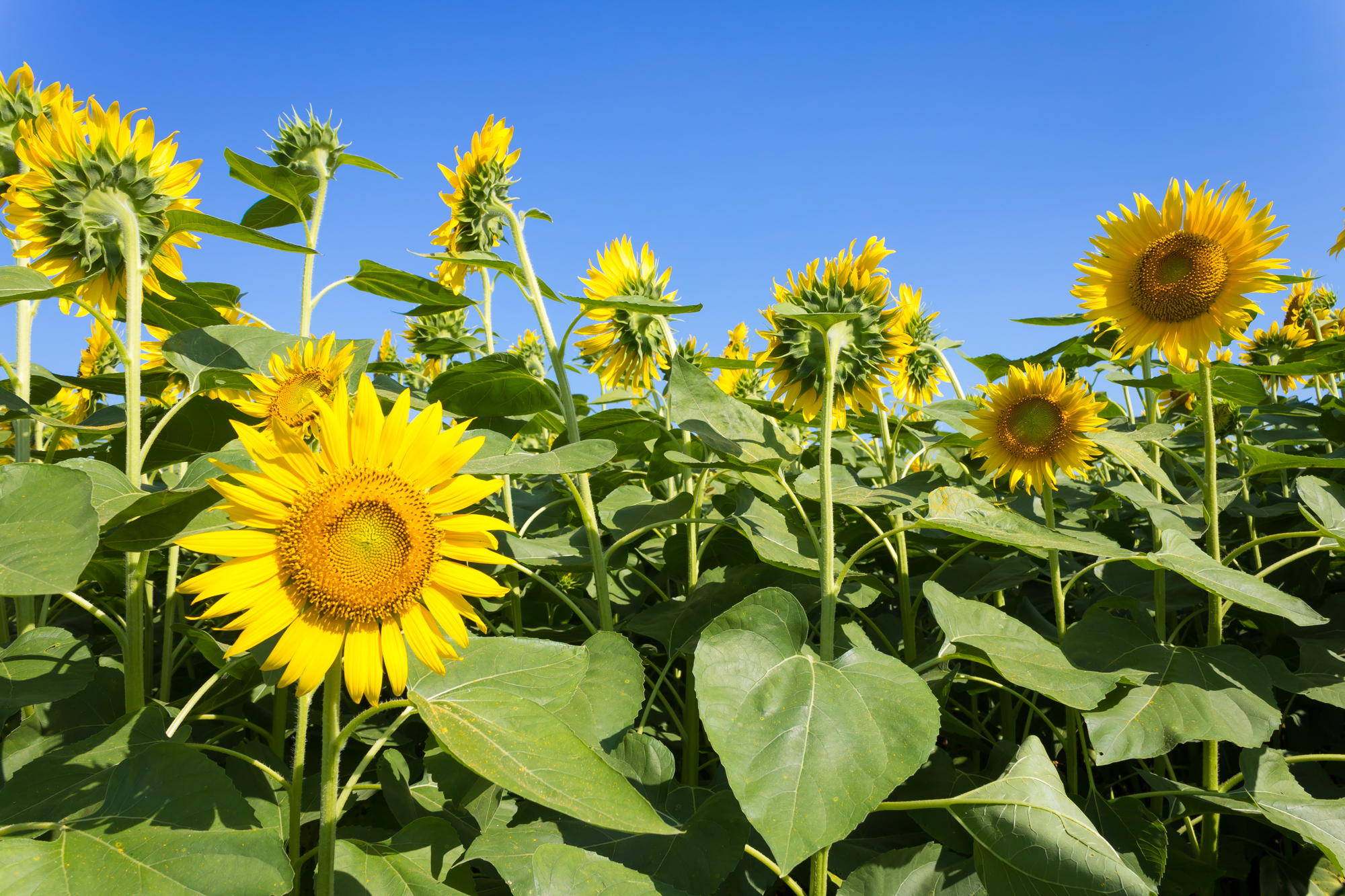
神奈川県座間市

### 除染効果
ヒマワリはカリウムなどと共に性質が類似するセシウムを吸収する性質を持つことから、原発事故などで放射能汚染された土地に植えたら除去できる（ファイトレメディエーション）という説が流布しているが、そのような効果は認められていない。
そもそも、一般的に植物にとって必須元素であるカリウムの吸収が、放射性セシウムの除染のために価値がある程大きいのであれば、ヒマワリの生えた後の土壌は極端に貧栄養化しているはずである。また農林水産省は「ヒマワリはセシウムの吸収率が低く、除染に極めて長い時間がかかるため実用的ではない」としている。

## 日本における主な産地

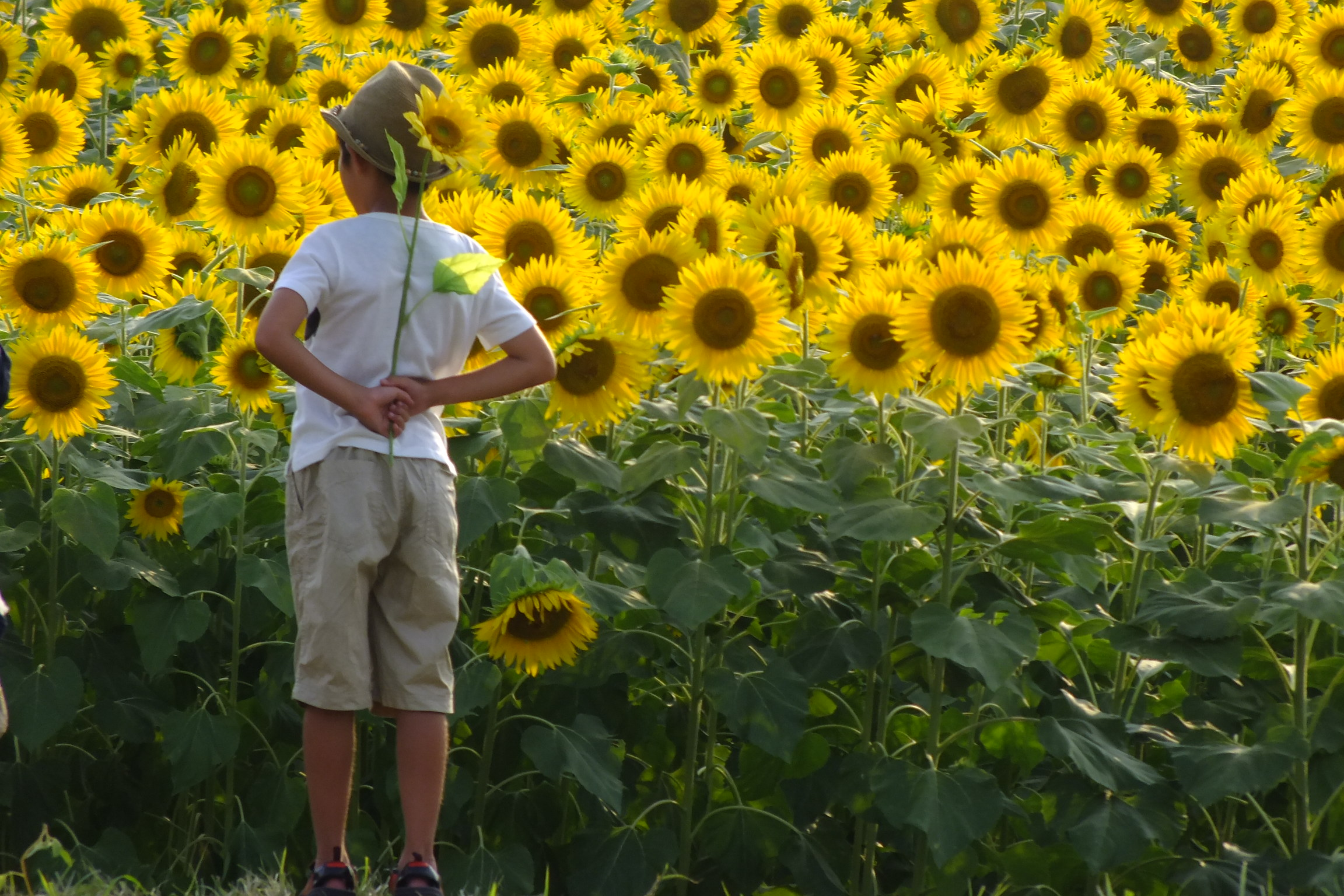
ヒマワリ畑

これらの自治体ではヒマワリによる地域特産化を図り、油等食品、化粧品等のヒマワリ関連製品を販売している。北海道の標準播種期は5月上旬であり、霜や氷点下の気温にも耐性はある。
- 北海道名寄市 なよろひまわり畑
- 北海道北竜町 ひまわりの里
- 宮城県大崎市（旧・三本木町）
- 栃木県野木町
- 神奈川県座間市
- 長野県富士見町、信濃町、筑北村、諏訪市、阿南町
- 石川県津幡町 ひまわり村
- 兵庫県佐用町（旧・南光町）南光ヒマワリ畑
- 島根県出雲市（旧・斐川町）斐川ひまわり畑
- 香川県まんのう町（旧・仲南町）ひまわりの里 まんのう
- 岡山県笠岡市

## 日本における都道府県・市区町村の花
- 北海道
  - 二海郡八雲町
  - 虻田郡京極町
  - 雨竜郡北竜町
  - 紋別郡遠軽町
- 山形県
  - 東村山郡中山町
- 茨城県
  - 那珂市
  - 鉾田市
- 栃木県
  - 下都賀郡野木町
- 埼玉県
  - さいたま市南区
- 千葉県
  - 船橋市
  - 柏市
  - 八街市
- 東京都
  - 西東京市
- 神奈川県
  - 横浜市港南区
  - 座間市
- 山梨県
  - 北杜市
- 長野県
  - 下伊那郡平谷村
- 愛知県
  - 名古屋市南区
  - 豊田市
  - 尾張旭市
  - 豊明市
  - 丹羽郡扶桑町
- 三重県
  - 三重郡朝日町
- 京都府
  - 向日市
- 大阪府
  - 大阪市港区
  - 泉南郡熊取町
- 兵庫県
  - 小野市
  - 神崎郡市川町
  - 揖保郡太子町
  - 佐用郡佐用町
- 奈良県
  - 生駒郡三郷町
  - 北葛城郡広陵町
- 和歌山県
  - 日高郡美浜町
- 広島県
  - 安芸郡海田町
- 徳島県
  - 阿南市
- 愛媛県
  - 伊予郡松前町
- 福岡県
  - 北九州市
  - 鞍手郡小竹町
  - 嘉穂郡桂川町
  - 田川郡川崎町
- 長崎県
  - 南島原市
- 宮崎県
  - 日向市
- 鹿児島県
  - 志布志市
  - 南九州市

### 廃止市町村
- 秋田県：北秋田郡鷹巣町
- 山形県：東田川郡余目町
- 茨城県：行方郡玉造町、稲敷郡茎崎町
- 栃木県：那須郡湯津上村
- 群馬県：勢多郡北橘村、北群馬郡小野上村
- 埼玉県：大里郡大里町、北埼玉郡川里町
- 千葉県：東葛飾郡沼南町
- 新潟県：岩船郡朝日村
- 三重県：度会郡二見町
- 島根県：鹿足郡日原町
- 福岡県：朝倉郡杷木町
- 長崎県：北松浦郡吉井町
- 熊本県：菊池郡西合志町
- 鹿児島県：薩摩郡入来町

## 文化
ヒマワリは、ロシア、ウクライナの国花である。米国カンザス州の州花である。日本でも、北九州市など各地の市区町村の花として定められている。ペルーでは、太陽神の象徴。古いインカの神殿には、太陽神に仕える聖女が、ヒマワリを模した純金の冠や装身具を身に着けている様子が彫刻されている。
画家ではゴッホの「ひまわり」やモネの作品などが著名である。
この他に、ヒマワリは各種の社会運動、例えば耽美主義、台湾のひまわり学生運動、心霊主義、緑の政治などのシンボルとしてしばしば使われてきた。
日本弁護士連合会は弁護士バッジにデザインされているヒマワリを「正義と自由」の象徴としている。